# Strada statale 428 di Villamaina
La ex strada statale 428 di Villamaina (SS 428), ora strada provinciale ex SS 428 di Villamaina (SP ex SS 428), è una strada provinciale italiana che attraversa longitudinalmente l'Irpinia.

## Percorso
La strada ha inizio dalla ex strada statale 400 di Castelvetere alle porte di Torella dei Lombardi. La strada procede quindi verso nord, lambendone il centro abitato e dirigendosi verso Villamaina da cui prende il nome. Il percorso continua verso Gesualdo e termina innestandosi sulla strada statale 303 del Formicoso.
In seguito al decreto legislativo n. 112 del 1998, dal 17 ottobre 2001 la gestione è passata dall'ANAS alla Regione Campania, che nella stessa data ha ulteriormente devoluto le competenze alla Provincia di Avellino.